# Honda WR-V
La Honda WR-V è un'autovettura prodotta dalla casa automobilistica giapponese Honda a partire dal 2017.

## Prima generazione (GL; 2017-2022)
Presentata al Salone Internazionale dell'Automobile di San Paolo nel 2016, la WR-V è viene costruita e venduta specificamente per il mercato sudamericano e indiano. La WR-V è stata lanciata sul mercato automobilistico indiano il 16 marzo 2017. Il veicolo condivide la stessa base e piattaforma della contemporanea Jazz.

## Seconda generazione (DG4; dal 2022)

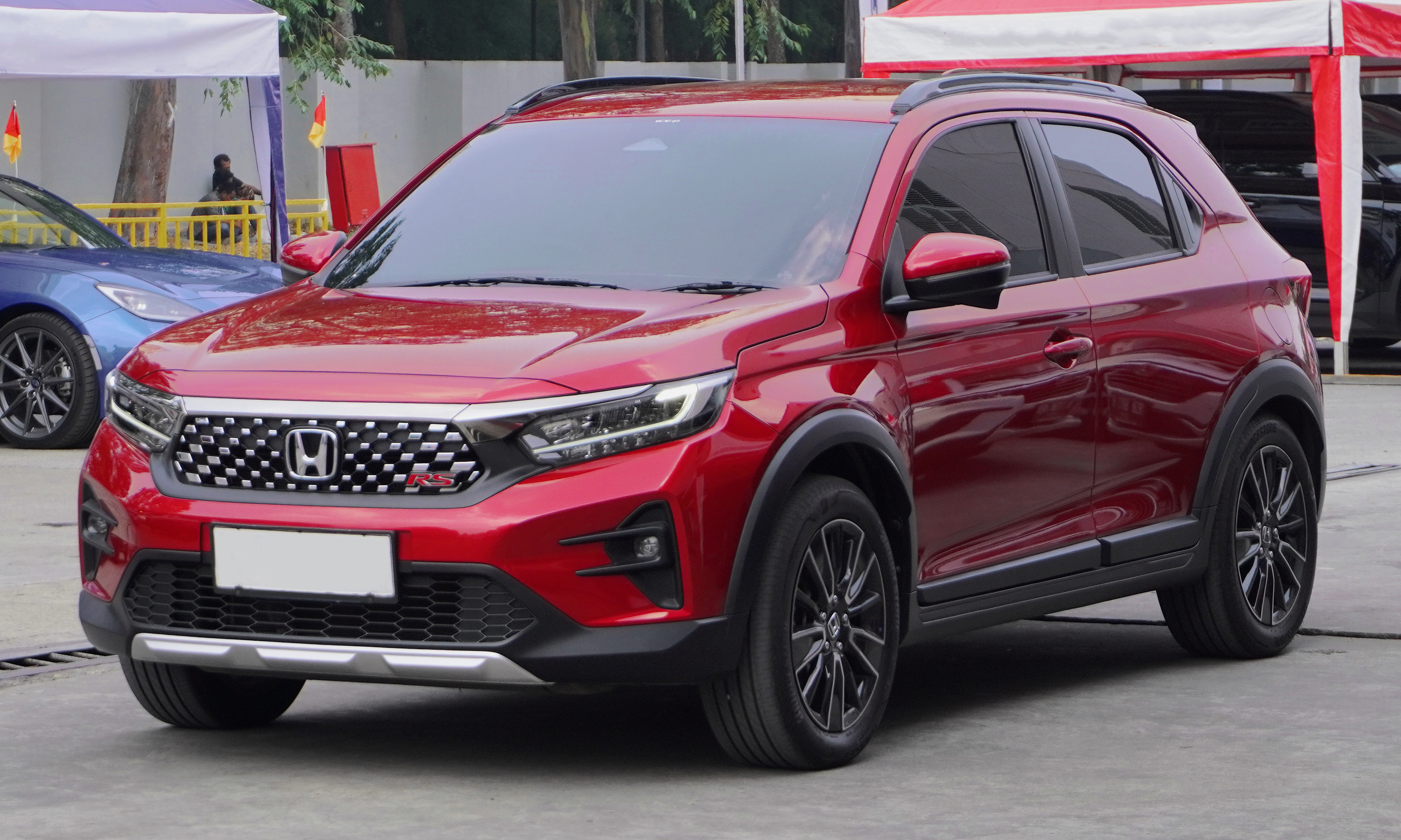
Honda WR-V seconda serie

La seconda generazione è stata dapprima anticipata dalla concept car presentata al Gaikindo Indonesia International Auto Show l'11 novembre 2021 e poi presentata in veste definitiva alla l'11 agosto 2022, venendo poi immessa sul mercato in Indonesia il 2 novembre 2022.

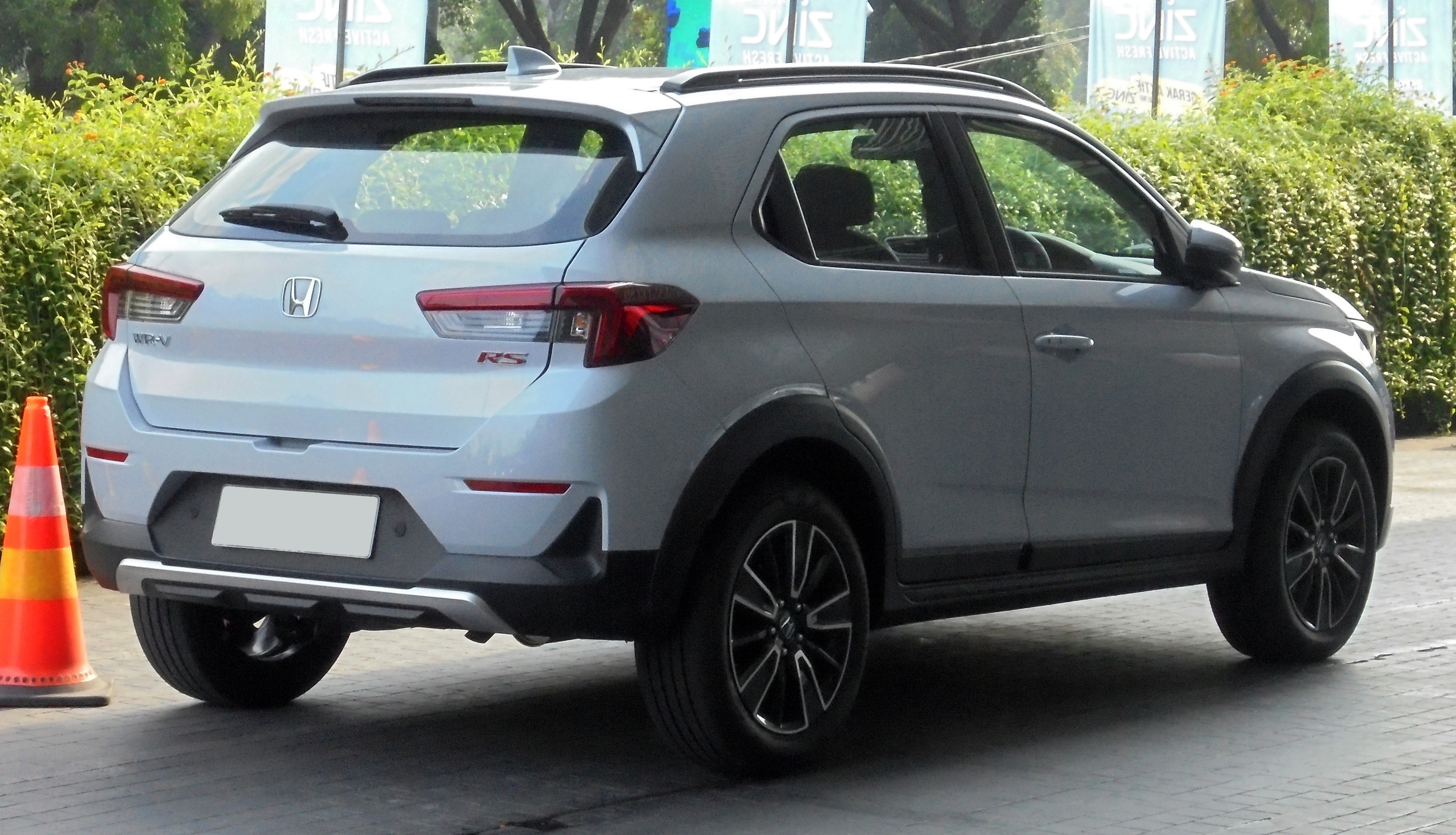
Retro WR-V seconda serie

Lo sviluppo della WR-V di seconda generazione è stato svolto dal centro Honda R&D Asia Pacific. Questa serie condivide ilm gruppi ottici, il cofano e i pannelli delle porte anteriori con la Honda Amaze di seconda generazione. Anche il cruscotto è quasi identico a quello dell'Amaze e della Honda BR-V di seconda generazione. L'altezza da terra è stata portata a 220 mm, aumentandola di 32 mm rispetto alla generazione precedente. L'assemblaggio in Malesia è iniziato nel giugno 2023.
La seconda serie al lancio è alimentato da un motore a benzina a quattro cilindri L15ZF DOHC i-VTEC da 1,5 litri che produce 89 kW (121 CV) a 6600 giri al minuto e 145 Nm di coppia a 4300 giri/min. Non è più disponibile il motore diesel per questa generazione.
Nei crash test svolti dalla ASEAN NCAP nel 2023 ha totalizzato un punteggio massimo di 5 stelle.